# Francisco Joaquim Moniz de Bettencourt
Francisco Joaquim Moniz de Bettencourt (Praia da Vitória, 8 de Dezembro de 1847 — Évora, 9 de Setembro de 1905), mais conhecido pela alcunha e pseudónimo Mendo Bem, foi um bibliófilo, filantropo, poeta e jornalista açoriano. Publicou uma vasta obra poética de carácter impressionista e deixou dispersos na imprensa lusófona da época inúmeros trabalhos jornalísticos, na maior parte crónicas. A sua rica biblioteca constituiu o núcleo inicial da Biblioteca Municipal de Angra do Heroísmo, hoje integrada na Biblioteca e Arquivo Regional daquela cidade.

## Biografia
Nascido na então vila da Praia, Mendo Bem acompanhou o seu pai nas diversas transferências de residência que a sua carreira de alto funcionário obrigou. Residiu em Angra do Heroísmo durante a maior parte da sua infância e adolescência, tendo estudado na Escola Régia da Sé e depois no Liceu daquela cidade, estabelecimento em que foi colega de uma plêiade de homens que viriam a marcar a vida intelectual e política açoriana nas décadas seguintes. Apesar de ter frequentado parte dos seus estudos secundários em Coimbra, não prosseguiu estudos superiores.
O seu primeiro emprego foi como amanuense na Caixa Económica Angrense, instituição que seu pai fundara quando fora Governador Civil do distrito. Ingressou depois no funcionalismo público, na Repartição de Fazenda, exercendo funções nas cidade de Angra do Heroísmo, Ponta Delgada, Lisboa, Porto, Guarda e Évora, sendo nesta última cidade também Delegado do Tesouro, cargo em que faleceu.
Mendo Bem desde cedo manifestou vocação literária, colaborando, em verso e prosa, nas colunas de diversos jornais açorianos, e depois de várias cidades portuguesas e brasileiras. Como jornalista e poeta as suas produções publicadas nos diversos jornais em que colaborou granjearam-lhe notoriedade, integrando-o no círculo intelectual do tempo. Apesar das acesas polémicas que dominavam a imprensa de então, manteve-se afastado das questões políticas, publicando poesia e produzindo crónicas essencialmente voltadas para a arte, de um lirismo quase poético.
A sua produção literária, para além dos múltiplos trabalhos dispersos pela imprensa periódica, traduziu-se na publicação de vários livros de poesia, e alguma prosa essencialmente lírica, de carácter impressionista, nela se revelando um poeta sentimental e simples e um prosador inspirado, elegante e primoroso. Faleceu deixando vários inéditos.
Mendo Bem foi um distinto bibliófilo, especializando-se em livros de temática açoriana, coleccionando ao longo da sua vida uma excepcional biblioteca, a qual incluía muitas raridades. A colecção, que ele denominava de Biblioteca Insulana, incluía livros, folhetos, folhas avulsas, jornais e muitos outros documentos.
Por sua decisão, comunicada em 1902, o espólio deste terceirense enriqueceu a biblioteca da Câmara Municipal de Angra do Heroísmo, à qual fez a valiosíssima oferta de 3 000 livros. Em consequência, a municipalidade de Angra do Heroísmo, na sua sessão extraordinária de 25 de Setembro de 1902, sob proposta do seu presidente Jacinto Carlos da Silva, o 1.º visconde da Agualva, consignou na acta um voto de louvor e profundo agradecimento por tão preciosa dadiva e deliberou colocar na sala da biblioteca, que foi ampliada, o retrato do oferente. Pediu ainda ao governador civil do Distrito de Angra do Heroísmo para que fizesse levar ao conhecimento de Sua Majestade este meritório facto, para que possa da Régia administração receber o devido galardão.
Entre o espólio oferecido à cidade de Angra encontra-se um álbum, conhecido como o Álbum de Mendo Bem, contendo 146 folhas de cartolina com autógrafos, em verso e prosa, das principais figuras da intelectualidade açoriana da época (incluindo Antero de Quental), complementados com desenhos, aguarelas, fotografias e selos e lacres de diversas entidades de quase todas as ilhas dos Açores. Esse precioso álbum, nunca publicado, encontra-se à guarda da Biblioteca Pública de Angra do Heroísmo.
Mendo bem foi filho do conselheiro Nicolau Anastácio de Bettencourt e de D. Balbina Cândida de Brito (Praia, 15 de Agosto de 1810 - Angra do Heroísmo, 9 de Fevereiro de 1879). Mendo Bem casou com D. Maria Adelaide Botelho (3 de Agosto de 1846 -?).

## Obras publicadas
Para além de múltiplos artigos dispersos, foi autor das seguintes obras:
- Esmola aos náufragos, versos, 1878;[2]
- Vale das Fumas, versos, 1895;
- Florilégio Mariense, versos, 1896;
- Casinha Económica, versos, 1898,
- Mariense, versos 1899;
- O Coronel Sousa e Silva (biografia), 1899;
- Notas de Viagem, 1899.
- Respigando, contos;
- Amorosas, versos de outrora;
- Pela Beira', viagens
- Rimas Insulares, l.º livro de versos;
- Noites Açorianas, 2.º livro de versos;
- Atlânticas, 3° livro de versos;
- Trovas de Mendo Bem, 4.° livro de versos;
- Cartas Açorianas.